# Sieteiglesias de Tormes
Sieteiglesias de Tormes is een gemeente in de Spaanse provincie Salamanca in de regio Castilië en León met een oppervlakte van 14,29 km². Sieteiglesias de Tormes telt 204 inwoners (1 januari 2016).

## Demografische ontwikkeling
Bron: INE, 1857-2011: volkstellingen